# イングランドのサッカー選手一覧
イングランドのサッカー選手一覧（イングランドのサッカーせんしゅいちらん）は、イングランド出身のサッカー選手の一覧である。Category:イングランドのサッカー選手も参照。
この項目はCategoryではないので、記事の無い選手については赤リンクや仮リンク、簡単な説明の併記なども可能。

## 1950年代
| GK - クリス・ウッズ | DF - フィル・ニール - フィル・トンプソン - ケニー・サンサム - ヴィヴ・アンダーソン - テリー・ブッチャー | MF - スティーヴ・コッペル - グレン・ホドル - レイ・ウィルキンス - ブライアン・ロブソン - クリス・ワドル | FW - ケビン・キーガン - ポール・マリナー - トニー・ウッドコック - トレヴァー・フランシス - ガリー・リネカー |

## 1960年代
| GK - デビッド・シーマン - デビッド・ジェームズ | DF - ガリー・スティーヴンス - ガレス・サウスゲート - グレアム・ル・ソー - スチュアート・ピアース - デス・ウォーカー - トニー・アダムス - ナイジェル・ウィンターバーン - マーク・ライト - マーティン・キーオン - リー・ディクソン | MF - ジョン・バーンズ - デビッド・バッティ - デビッド・プラット - トレバー・スティーブン - ネイル・ウェブ - ポール・インス - ポール・ガスコイン | FW - アラン・シアラー - イアン・ライト - テディ・シェリンガム - ピーター・ベアズリー - マーク・ヘイトリー |

## 1970年代
| GK - ポール・ロビンソン | DF - ソル・キャンベル - ガリー・ネヴィル - ジェイミー・キャラガー - リオ・ファーディナンド - ジョン・テリー - ウェイン・ブリッジ - アシュリー・コール | MF - スティーブ・マクマナマン - ポール・スコールズ - デビッド・ベッカム - ニッキー・バット - フィリップ・ネヴィル - キーロン・ダイアー - フランク・ランパード - スティーヴン・ジェラード | FW - ダレン・アンダートン - ロビー・ファウラー - エミール・ヘスキー - マイケル・オーウェン |

## 1980年代
| GK - ジョー・ハート | DF - レイトン・ベインズ - ジョリオン・レスコット - グレン・ジョンソン | MF - オーウェン・ハーグリーヴス - ガレス・バリー - ショーン・ライト＝フィリップス - マイケル・キャリック - ジョー・コール - フィル・ジャギエルカ - スチュアート・ダウニング - アシュリー・ヤング - ジェイムズ・ミルナー - アーロン・レノン | FW - ピーター・クラウチ - ジャーメイン・デフォー - ウェイン・ルーニー - セオ・ウォルコット - ダニエル・スタリッジ |